# Seylersche Schauspiel-Gesellschaft

Abel Seyler

Die Seylersche Schauspiel-Gesellschaft (auch Seylersche Truppe) war eine Deutsche Wanderbühne in den Jahren 1769–1779. Sie galt als „die beste Schauspielgesellschaft, welche in jener Zeit in Deutschland existierte“ und als eine der bekanntesten Theatertruppen Europas im 18. Jahrhundert. Sie wurde im Jahre 1769 von Abel Seyler, einem ehemaligen Hamburger Kaufmann schweizerischen Ursprungs, gegründet und zog einige der berühmtesten Schauspieler, Dramatiker und Komponisten der damaligen Zeit an. Sie hatte jederzeit etwa 60 Mitglieder.
Seyler erhielt 1769 vom hannoverschen Kurfürsten Georg III. das Privileg als „Direktor der königlichen und kurfürstlichen Hofschauspieler“. Im Jahr 1771 ging die Seylersche Gesellschaft auf Einladung Herzogin Anna Amalias hin an den Weimarer Hof, wo sie freundlich aufgenommen wurden. Weimar stand damals kurz vor seiner Glanzzeit, der Weimarer Klassik; Herzogin Anna Amalia zog durch ihre Gönnerschaft eine Anzahl der klügsten Köpfe ihrer Zeit an den später so titulierten „Weimarer Musenhof“. Nach dem Schloßbrand im Jahr 1774 musste die Truppe Anna Amalias Hof verlassen und ging nach Gotha und Leipzig. Im Jahr 1775 erhielt Seyler das kursächsische Privileg und 1776 eröffnete er ein neuerbautes Sommertheater in Dresden.
Seyler förderte das Konzept eines Nationaltheaters in der Tradition von Ludvig Holberg, Dramen der jungen Generation des Sturm und Drang und der deutschsprachigen Oper. Er beschäftigte junge Dramatiker als Theaterdichter und ließ 1777 Klingers Schauspiel Sturm und Drang uraufführen, das namensgebend für die gesamte Epoche wurde. Sein Wirken trug auch wesentlich dazu bei, die Werke Shakespeares in Deutschland bekannt zu machen. Die Oper Alceste, die eine deutsche Operntradition begründete, wurde für die Seylersche Gesellschaft von Anton Schweitzer mit einem Libretto von Christoph Martin Wieland geschrieben und am 28. Mai 1773 am Hoftheater Weimar uraufgeführt.

## Mitglieder

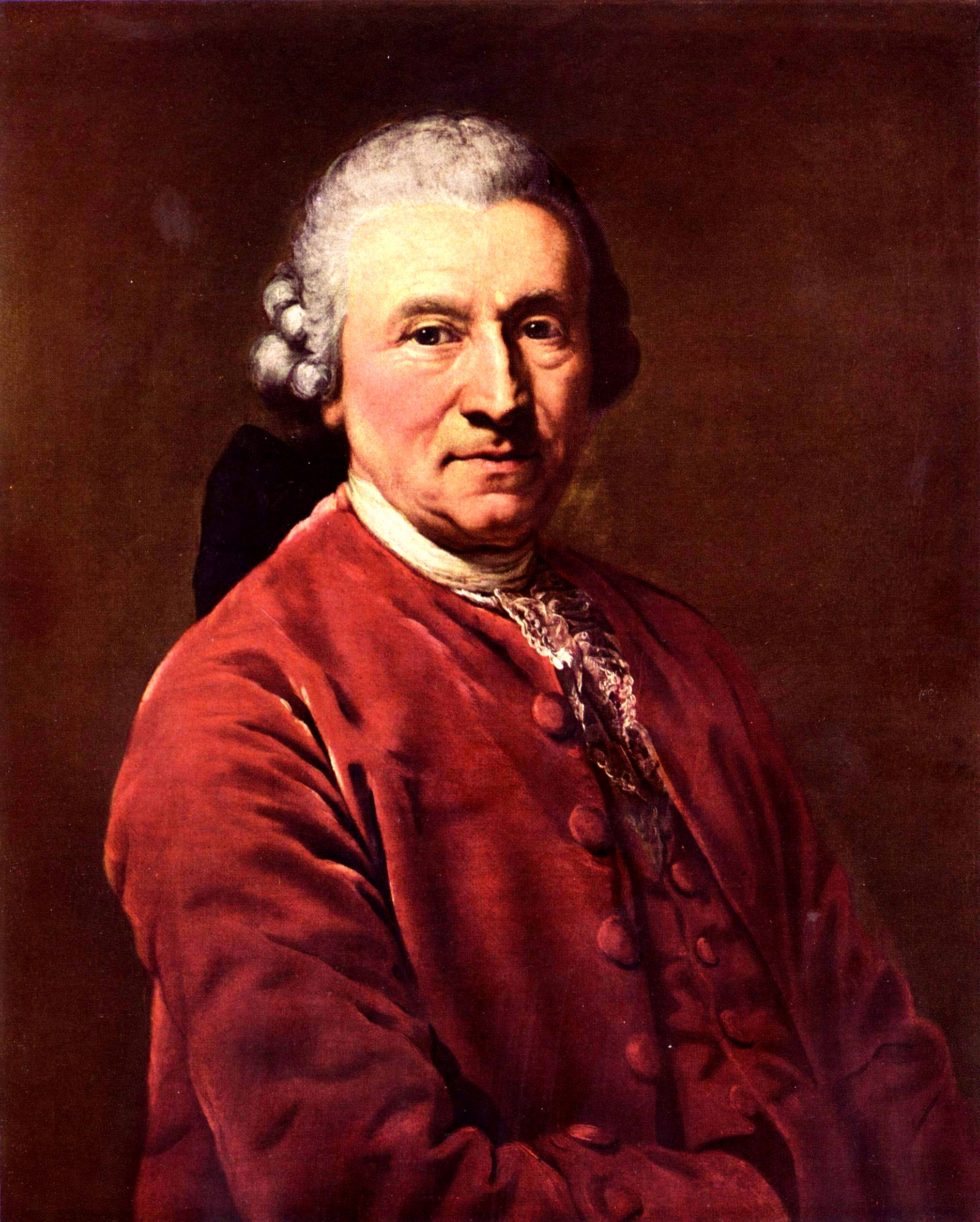
Konrad Ekhof

- Abel Seyler (Gründer und Prinzipal)
- Konrad Ekhof (Schauspieler, kurzzeitig Prinzipal)
- Friedrich Maximilian Klinger (Theaterdichter)
- Sophie Friederike Hensel (Schauspielerin)
- Johann Adam Hiller
- Christian Gottlob Neefe
- Georg Anton Benda
- Friedrich Ludwig Benda
- Anton Schweitzer
- Christoph Martin Wieland, als Librettist